# Свято-Покровський собор (Ізмаїл)
Кафедральний собор Покрови Пресвятої Богородиці — Храм Одеської єпархії РПЦ.,   церква на честь Пресвятої Богородиці в місті Ізмаїлі. Знаходиться на проспект Незалежності, в міському саду.

## Історія
Собор споруджувався на кошти прихожан і пожертвування купців. Граф Михайло Семенович Воронцов, російські імператори Олександр I і Микола I особисто брали участь у фінансуванні будівництва. Автором архітектурного проекту собору був Авраам Іванович Мельников, професор архітектури, представник пізнього класицизму, академік, ректор Імператорської Академії мистецтв.
Свято-Покровський собор був освячений восени 12 вересня 1831 року Архієпископом Кишинівським і Хотинським Димитрієм у присутності Бухарестського митрополита.

## Галерея

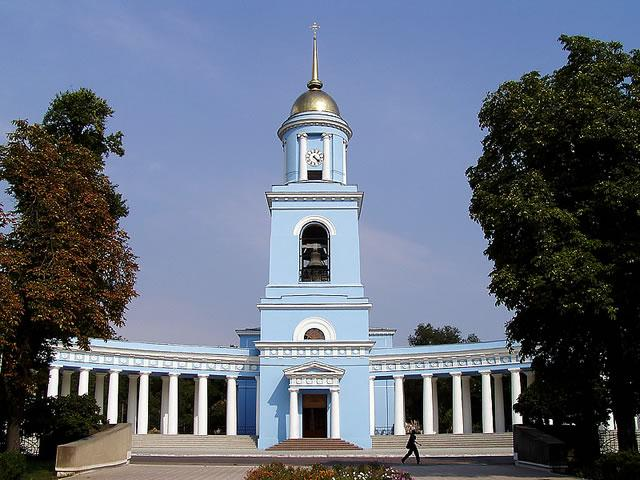
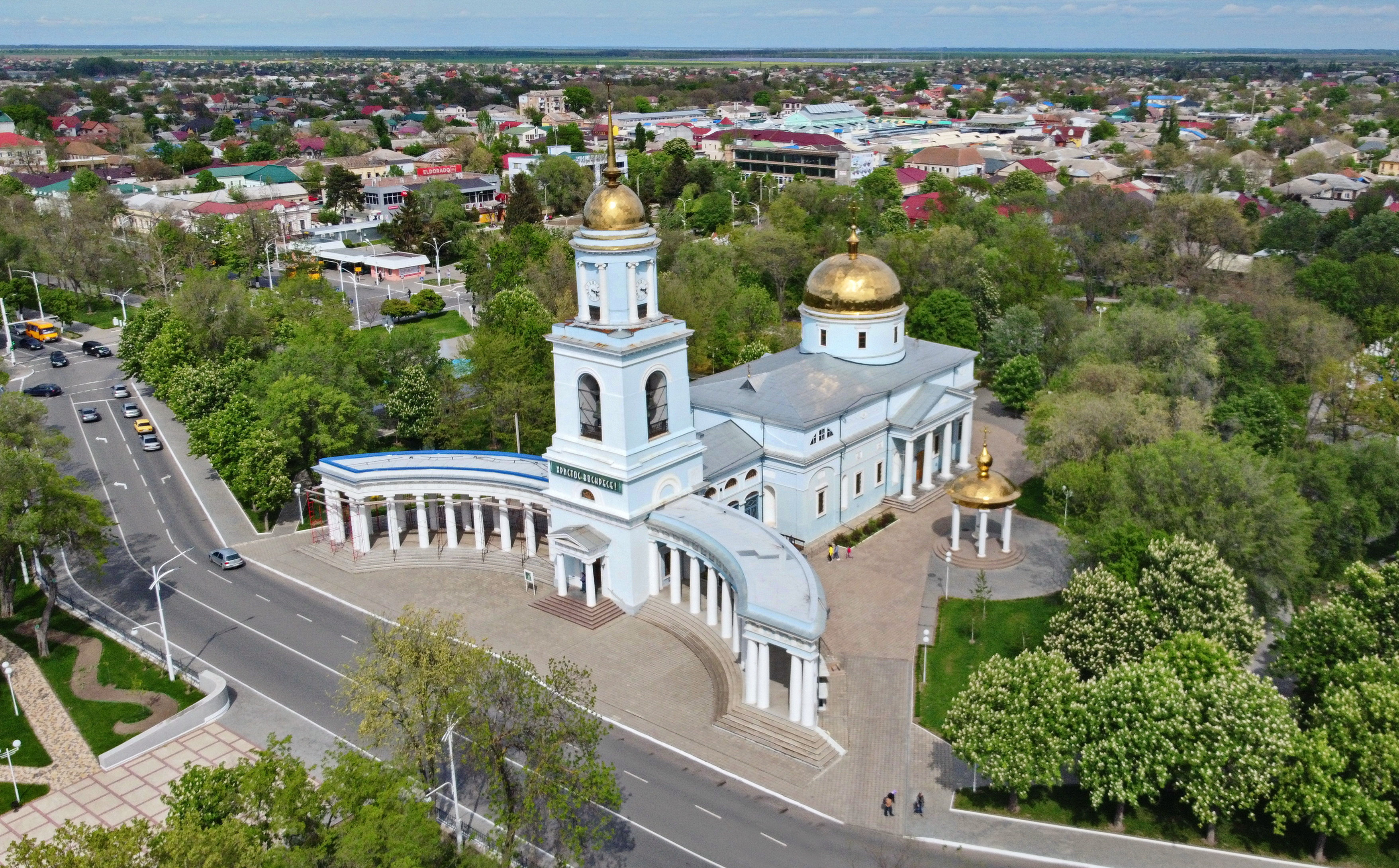
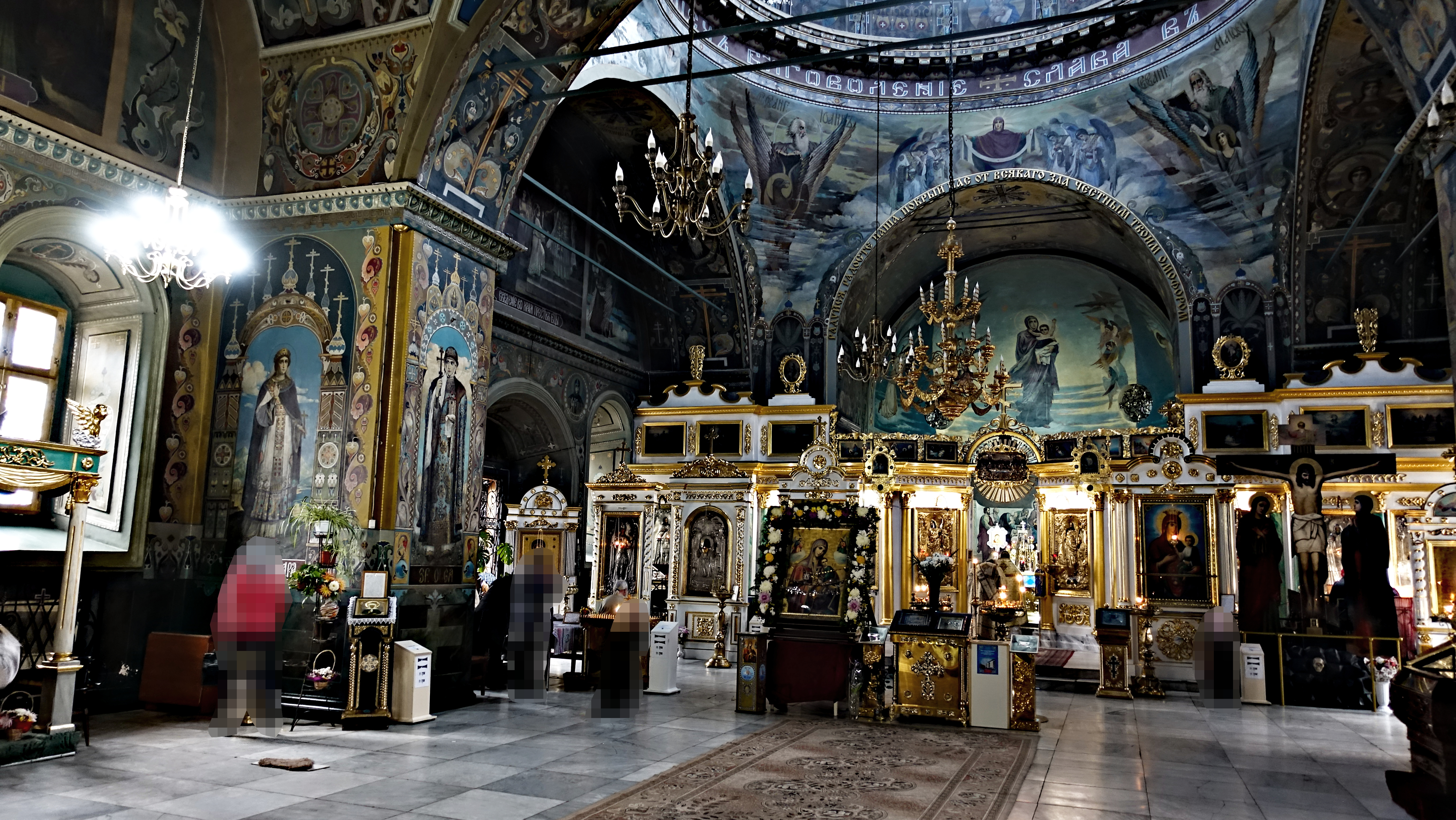
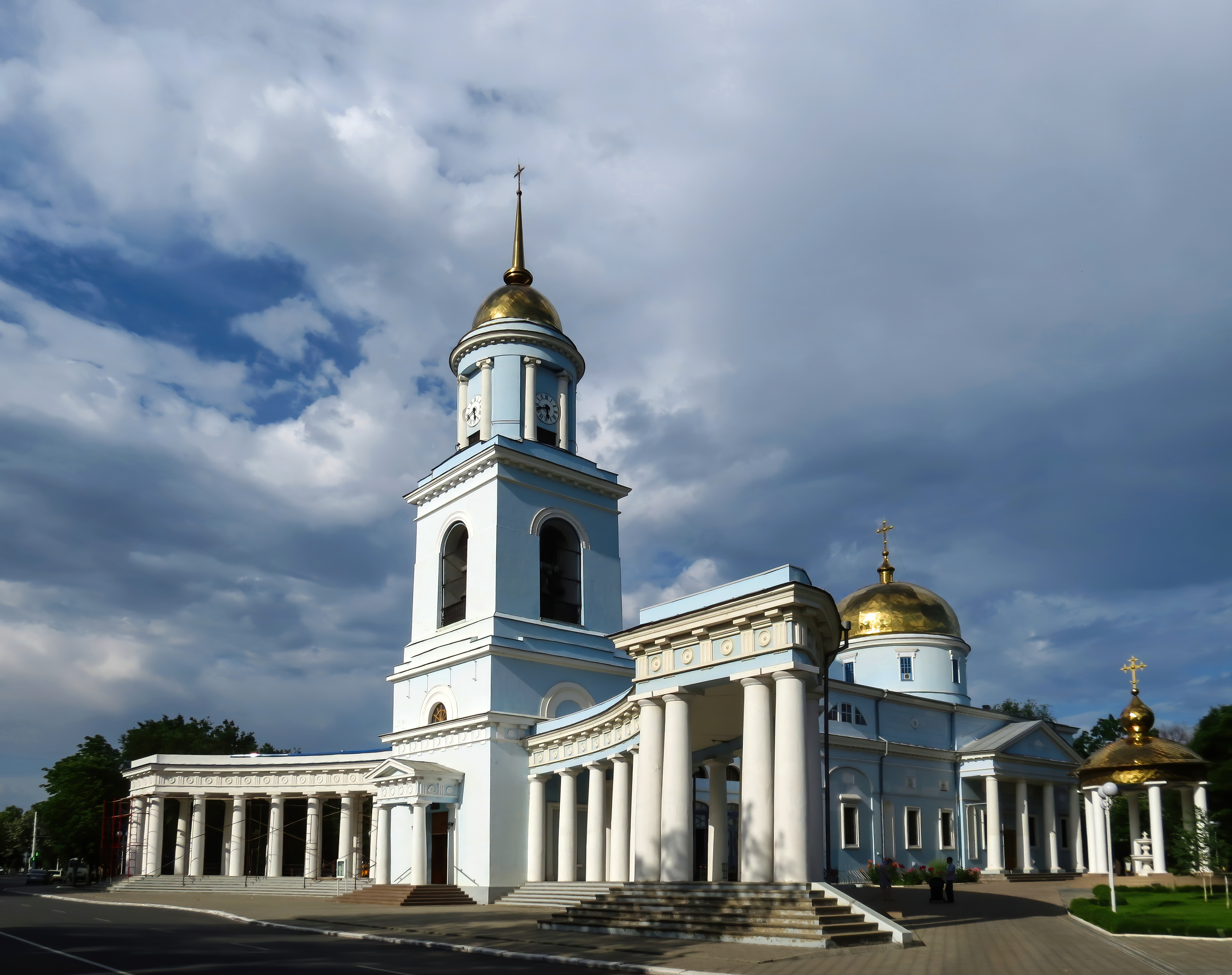